# Епархия Идиофы
Епархия Идиофы (лат. Dioecesis Idiofaensis) — епархия Римско-Католической церкви с центром в городе Идиофа, Демократическая Республика Конго. Епархия Идиофы входит в митрополию Киншасы. Кафедральным собором епархии Кабинды является церковь святого Кизита.

## История
13 апреля 1937 года Римский папа Пий XI издал буллу «Quo uberiores», которой учредил апостольскую префектуру Ипаму, выделив её из апостольских викариатов Верхнего Касаи (сегодня — Архиепархия Кананги) и Коанго (сегодня — Епархия Киквита).
12 февраля 1948 года Римский папа Пий XI издал буллу «Missio quaevis», которой преобразовал апостольскую префектуру Ипаму в апостольский викариат.
10 ноября 1959 года Римский папа Иоанн XXIII выпустил буллу «Cum parvulum», которой преобразовал апостольский викариат Ипаму в епархию.
20 июня 1960 года епархии Ипаму была переименована в епархию Идиофы.

## Ординарии епархии
- епископ Alfonso Bossart O.M.I.[1] (11.06.1937 — май 1957);
- епископ René Toussaint O.M.I. (16.01.1958 — 21.05.1970);

Eugène Biletsi Onim † (21 maggio 1970 — 4 novembre 1994 dimesso)
- епископ Louis Mbwôl-Mpasi O.M.I. (20.05.1997 — 31.05.2006);
- епископ José Moko Ekanga P.S.S. (26.95.2009 — по настоящее время).

## Источник
- Annuario Pontificio, Libreria Editrice Vaticana, Città del Vaticano, 2003, ISBN 88-209-7422-3
- Булла Missio quaevis, AAS 40 (1948), стр. 359  (лат.)
- Булла Quo uberiores, AAS 29 (1937), стр. 334  (лат.)
- Bolla Cum parvulum, AAS 52 (1960), стр. 372  (лат.)